# Горно Лисиче
Горно Лисиче (на македонска литературна норма: Горно Лисиче) е бивше село в Северна Македония, днес квартал на столицата Скопие, част от община Аеродрум.

## География
Горно Лисиче е разположено в Скопската котловина в крайната източна част на града, на десния бряг на Вардар.

## История
В края на XIX век Горно Лисиче е българско село в Скопска каза на Османската империя. Според статистиката на Васил Кънчов към 1900 година в Горно Лесиче живеят 330 българи християни.
В началото на XX век цялото село е под върховенството на Българската екзархия. По данни на секретаря на екзархията Димитър Мишев в 1905 година в Горно Лисиче има 368 българи екзархисти и работи българско училище.
При избухването на Балканската война в 1912 година 4 души от Горно и Долно Лисиче са доброволци в Македоно-одринското опълчение.
След Междусъюзническата война в 1913 година селото попада в Сърбия. След Първата световна война в рамките на държавната политика за колонизиране на Вардарска Македония в Горно Лисичие е създадена колония, заселена с колонисти от цялата страна.
На етническата си карта от 1927 година Леонард Шулце Йена показва Горна Лисица (Grn. Lisica) като село с неясен етнически състав.
На етническата си карта на Северозападна Македония в 1929 година Афанасий Селишчев отбелязва Горно Лисиче като българско село.
В 1975 година е възобновена църквата „Св. св. Петър и Павел“.
Според преброяването от 2002 година Горно Лисиче има 18 233 жители.
| Националност | Всичко |
| македонци    | 16 408 |
| албанци      | 721    |
| турци        | 93     |
| роми         | 357    |
| власи        | 98     |
| сърби        | 405    |
| бошняци      | 20     |
| други        | 121    |

## Личности
Родени в Горно Лисиче
- Найдо Георгиевски (р. 1942), поет от Северна Македония
- Радко Кръстев (? - 1924), деец на ВМРО, загинал в сражение със сръбска войска, родом от Горно или Долно Лисиче[9]